# ビェルニ＝レンジニ郡
ビェルニ＝レンジニ郡（ビェルニ＝レンジニぐん、波: powiat bieruńsko-lędziński）は、南ポーランドのシロンスク県にある地方自治体。1998年の地方行政区画再編の結果、1999年1月1日に誕生した。郡で最大の町はビェルニであり、カトヴィツェの南東15kmの所に位置する。ビェルニ＝レンジニ郡には3つの町が存在する。
2002年以前はティヒもビェルニ＝レンジニ郡の一部であり、その当時はティヒ郡（powiat tyski）と呼ばれていた。
郡は156.68km2の面積がある。2006年の統計で、郡全体の人口が55,868人、中心地であるビェルニの人口は19,642人となっている。

## 近隣の郡
北部はムィスウォヴィツェ市、ヤヴォジュノ市、東部はオシフィエンチム郡、南部はプシュチナ郡、西部はティヒ市とカトヴィツェ市に接している。

## 下位自治体
郡は5つの下位自治体に分割される。（3つの都市、2つの田舎）なお、人口順に並べてある。
| 名称                       | 種類 | 面積（km2） | 人口（2006年） | 中心地             |
| -------------------------- | ---- | ----------- | -------------- | ------------------ |
| ビェルニ                   | 都市 | 40.3        | 19,642         | --                 |
| レンジニ                   | 都市 | 32.0        | 16,156         | --                 |
| イミェリン                 | 都市 | 28.0        | 7,887          | --                 |
| グミナ・ボイショヴィ       | 田舎 | 34.1        | 6,623          | ボイショヴィ       |
| グミナ・ヘウム・シロンスキ | 田舎 | 23.2        | 5,560          | ヘウム・シロンスキ |